# Gioco con la cera

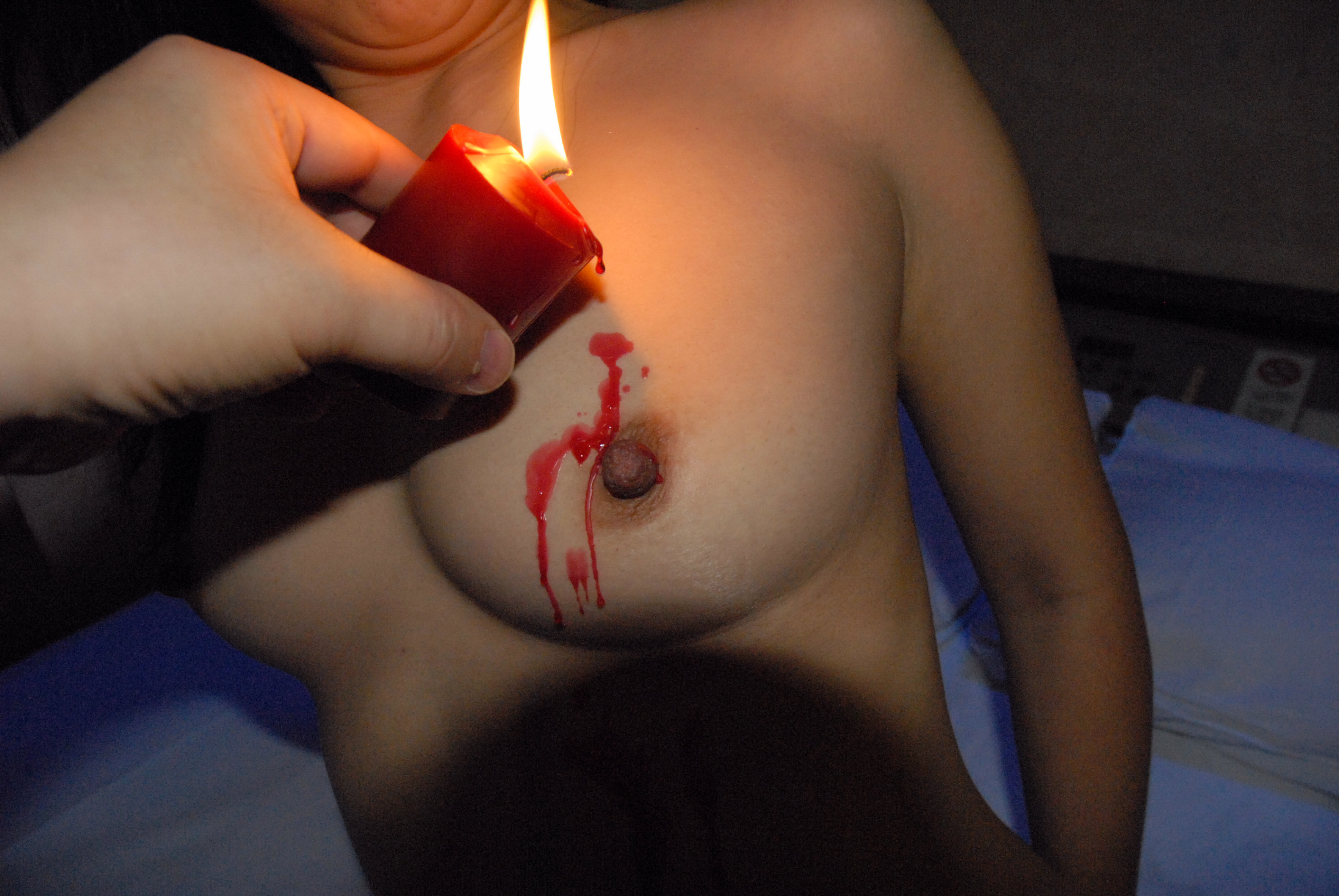
Cera calda fatta colare sul capezzolo di una donna

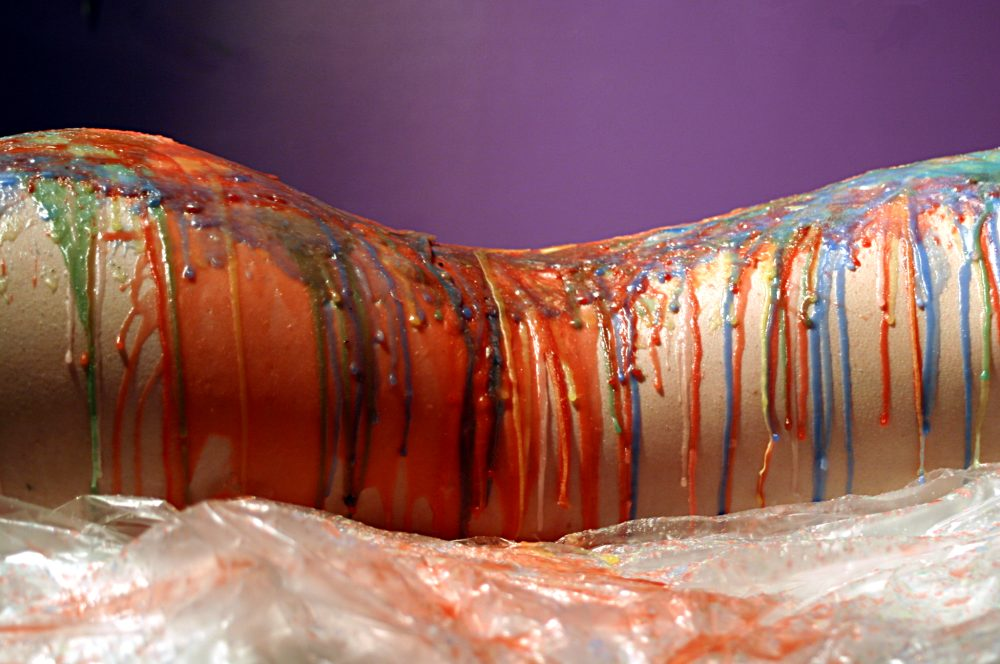
Colorazione variegata ottenuta versando la cera calda sulla schiena

Il gioco con la cera è un gioco erotico realizzato facendo gocciolare o versando la cera calda sul corpo del partner. Per tale scopo si può ricorrere direttamente a una candela, oppure alla cera di paraffina fatta fondere in un contenitore di terracotta o a bagnomaria. Può rappresentare sia una pratica BDSM sia un gioco effettuato nell'ambito della classica attività sessuale.
Occorre fare attenzione a non ustionare il compagno, utilizzando ad esempio accorgimenti quali quello di controllare la temperatura della cera, versandone dapprima un po' sul proprio polso. Più distante dal corpo si fa colare la cera, più tempo per raffreddarsi avrà quest'ultima prima di giungere a destinazione. Bisogna evitare di utilizzare la cera d'api e preferire piuttosto la cera di paraffina, che possiede un punto di fusione inferiore (al di sotto dei 60 °C). Inoltre bisogna evitare candele con colori metallici e candele profumate, in quanto bruciano a temperature maggiori e comportano un maggiore rischio di ustioni. L'uso contemporaneo di cera di diversi colori permette di "decorare" il corpo del partner ottenendo dei contrasti di tonalità molto suggestivi dal punto di vista estetico.
Terminato il gioco, la cera solidificatasi sul corpo può essere rimossa lavando con acqua tiepida e raschiando delicatamente.